# جوزيف باسكال فرانسوا
جوزيف باسكال فرانسوا (بالفرنسية: Joseph Pascal François)‏ هو سياسي فرنسي، ولد في 1853، وتوفي في 1914.